# سواره‌نظام سبک
سواره‌نظام سبک (انگلیسی: Light cavalry)، به نیروهای سواره‌ای گفته می‌شود که طی قرون مختلف از آن‌ها برای مقاصد نظامی استفاده می‌شده‌است. این گروه در قیاس با سواره‌نظام سنگین که برای حملات اصلی بکار می‌رفتند، برای گشت‌زنی، دیدبانی، حملات کوچک یا ضربتی مورد استفاده قرار می‌گرفتند. همچنین این نیروها در قیاس با سواران سنگین، از تجهیزات سبک و اندکی برخوردار بودند.

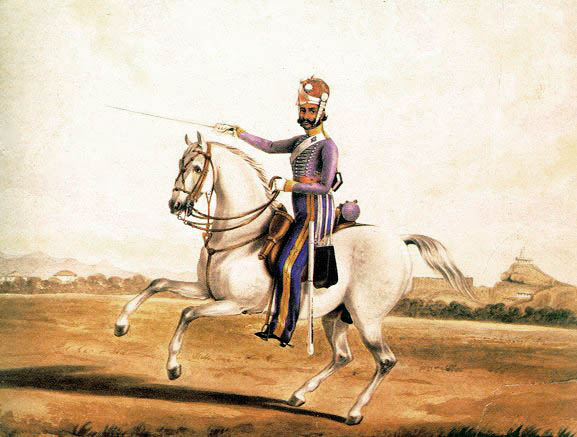
نمونه‌ای از سواران سبک اسلحه در قرن ۱۶